# Triodopsis vultuosa
Triodopsis vultuosa är en snäckart som först beskrevs av Gould 1848.  Triodopsis vultuosa ingår i släktet Triodopsis och familjen Polygyridae. Inga underarter finns listade i Catalogue of Life.